# Marco Todisco
Marco Todisco (Roma, 9 settembre 1998) è un attore italiano.

## Biografia
La sua prima apparizione in televisione è nella serie tv di Canale 5, I Cesaroni (2006), a cui fa seguito la serie Nati ieri (2006-2007). Tra gli altri suoi lavori sul piccolo schermo, ricordiamo: la serie tv di Rai Uno, Medicina generale (2007-2008), regia di Renato De Maria, in cui è co-protagonista con il ruolo di Pietro Lecci, il figlio di Anna Morelli (Nicole Grimaudo), che interpreta anche nella seconda stagione in onda nel 2009.
Nel 2009 debutta nel cinema con i film Aria, regia di Valerio D'Annunzio, e Questione di cuore, regia di Francesca Archibugi, in cui rispettivamente interpreta i ruoli di Roberto Herlitzka e Antonio Albanese da piccolo. Nello stesso anno riappare su Canale 5 come protagonista, insieme ad Enrico Brignano, nel film tv Fratelli detective. Nel 2011 recita in Fratelli detective - La serie, per la regia di Rossella Izzo.

## Filmografia

### Cinema
- Aria, regia di Valerio D'Annunzio (2009)
- Questione di cuore, regia di Francesca Archibugi (2009)
- Febbre da fieno, regia di Laura Lucchetti (2011)
- Banana, regia di Andrea Jublin (2015)
- Al posto tuo, regia di Max Croci (2016)
- Non c'è campo, regia di Federico Moccia (2017)
- Hotel Gagarin, regia di Simone Spada (2018)
- Moschettieri del re - La penultima missione, regia di Giovanni Veronesi (2018)
- Un cielo stellato sopra il ghetto di Roma, regia Giulio Base (2020)

### Televisione
- I Cesaroni, regia di Francesco Vicario – serie TV, episodio 1x22 (2006)
- Nati ieri – serie TV, 8 episodi (2006-2007)
- Medicina generale – serie TV, 5 episodi (2007-2008)
- Distretto di Polizia 7 – serie TV, 7x03 (2007)
- La terza verità, regia di Stefano Reali – miniserie TV (2007)
- R.I.S. 4 - Delitti imperfetti – serie TV, episodi 4x10-4x11-4x20 (2008)
- Ho sposato uno sbirro – serie TV (2008)
- Distretto di Polizia 8 – serie TV (2008)
- R.I.S. 5 - Delitti imperfetti – serie TV, episodi 5x01-5x02 (2009)
- Fratelli detective, regia di Giulio Manfredonia – film TV (2009)
- Distretto di Polizia 9 – serie TV, episodio 9x03 (2009)
- Medicina generale 2 – serie TV (2009)
- Fratelli detective – serie TV (2011)
- Skam Italia – serie TV, 3 episodi (2018)
- Imma Tataranni - Sostituto procuratore – serie TV, 7 episodi (2021-2022)
- Non ci resta che il crimine - La serie – serie TV (2023)
- Tutto chiede Salvezza – serie TV, 5 episodi (2024)
- Don Matteo – serie TV, episodio 14x02 (2024)

### Programmi televisivi
- Brignano con la O, regia di Marco Beltrami – Varietà (Canale 5, 2009)

### Pubblicità
- Barilla per Stati Uniti d'America, regia Karl Pretcher
- Fluimucil Italia

### Webserie
- Skam Italia, regia di Ludovico Bessegato (2018)

### Video Corti
- Amore e Psiche, regia Marco Todisco (2019)

## Teatro
- Non sia mai viene qualcuno, di Enrico Brignano (2007)
- Brignano con la O, di Enrico Brignano (2009)
- Le parole che non vi ho detto, di Enrico Brignano (2009)
- La Ri...Creazione, di Marco Todisco (2010)
- Tutto quello che non vi ho detto, di Enrico Brignano (2010)
- Sono romano ma non è colpa mia, di Enrico Brignano (2011)
- Tutto suo padre, di Enrico Brignano (2012)
- Il meglio d'Italia, di Enrico Brignano (2013)
- Io e..., di Mario Todisco (2012)
- Anche i santi giocano a poker di Alessio Moneta, regia di Maria Letizia Gorga (2013)
- Il famoso caso di Beniamino Todisco, testo e regia di Pino Ammendola (2014)
- Strani ma non troppo, testo e regia di Mario Scaletta (2015)
- Isola 51 di Mario Scaletta (2015)
- Ridendo con le stelle di Enrico Brignano, regia di Valentina Pacilli (2015)
- Sei mai stato innamorato?, regia di Fabrizio Nardi (2015)
- Il conte Tacchia, di Toni Fornari ed Enrico Blatti, regia di Gino Landi (2015)
- Il gioco più bello del mondo, testo e regia di Mario Scaletta (2016)
- Rifiuto e vado avanti, testo e regia di Mario Scaletta (2017)
- AAA Cercasi successo, di Enrico Paris, regia di Pietro Romano (2018)
- Chat a due piazze, di Ray Cooney, regia di Fabio Ferrari (2018)
- Nozze di coccio, regia di Fabrizio Nardi (2020)
- Prima che il mondo cambi noi: Fairfly, di Joan Yago, regia di Matteo Tarasco (2021)
- Zoro... con una ere sola, regia di Fabrizio Nardi (2021)
- Se devi dire una bugia dilla grossa, di Ray Cooney, regia di Luigi Russo (2022)
- Aria fritta, testo e regia di Marco Todisco (2023)
- La signora omicidi, di William Rose, regia di Guglielmo Ferro (2023)

## Riconoscimenti / premi
- Latina: Premio Cral Poste di Latina " Migliore Performance di recitazione "
- Latiano (BR) Premio "Buon Samaritano" per la fiction " Fratelli Detective "
- Danzare per la Vita 2012 in favore dell'UNICEF Premio Aldo Farina
- Festival delle Cerase 2015 Premio: Migliore Interpretazione per il Film BANANA
- YoungAbout Film Festival Bologna, Premio: Miglior Giovane Attore Protagonista per il Film BANANA
- Festival Bimbi Belli di Nanni Moretti Premio: Scarpine come Migliore Protagonista per il Film BANANA
- Partecipazione a tre Festival di Venezia
- Vincitore come premio “Miglior Attore Protagonista” in Germania, Francia e Polonia per il film BANANA
- Partecipazione a un David di Donatello